# Synchlora astraeoides
Synchlora astraeoides là một loài bướm đêm trong họ Geometridae.